# هومی جی. بهابها
هومی جهانگیر بهابها (انگلیسی: Homi J. Bhabha) (زاده ۳۰ اکتبر ۱۹۰۹ – درگذشته ۲۴ ژانویهٔ ۱۹۶۶) یکی از زرتشتیان پارسیان هند، فیزیکدان و پدر برنامهٔ هسته‌ای آن کشور بود.
او مدیر بنیانگذار و استاد فیزیک در انستیتوی تحقیقات بنیادی تاتا (TIFR) و همچنین مدیر مؤسس سازمان انرژی اتمی، ترومبای (AEET) هندوستان بود که هم‌اکنون به افتخار وی به عنوان مرکز تحقیقات اتمی بها بها نامگذاری شده‌است. TIFR و AEET سنگ بنای توسعه هند برای سلاح‌های هسته ای بودند که بهابها به عنوان مدیر بر آنها نظارت داشت.

## سالهای آغازین زندگی
هومی جهانگیر بهابها در یک خانواده سنتی پارسی و صنعتگر ثروتمند و برجسته متولد شد که از طریق آن با بازرگانان پارسی دینشاه مانکنجی پیتیت و دورابجی تاتا یا داراب جی تاتا ارتباط داشت. وی در ۳۰ اکتبر ۱۹۰۹ به دنیا آمد. پدر وی جهانگیر هرمزد چی بهابها، وکیل مشهور پارسی و مادرش مهران بود. او تحصیلات اولیه خود را در کلیسای جامع بمبئی و مدرسه جان کَنون گذراند و پس از گذراندن امتحان ارشد کمبریج با افتخارات، در ۱۵ سالگی وارد کالج الفینستون شد.
وی سپس در سال ۱۹۲۷ قبل از پیوستن به کالج کایوس دانشگاه کمبریج در انستیتوی سلطنتی علوم شرکت کرد. این به دلیل اصرار پدر و عمویش داراب جی بود که امید داشتند جهانگیر را برای گرفتن مدرک مهندسی مکانیک از کمبریج به دست آورد و سپس به هند بازگردد، جایی که او به کارخانه فولاد تاتا یا تاتا استیل در جمشیدپوراس متالورژی پیوست.

## مرگ و یا ترور

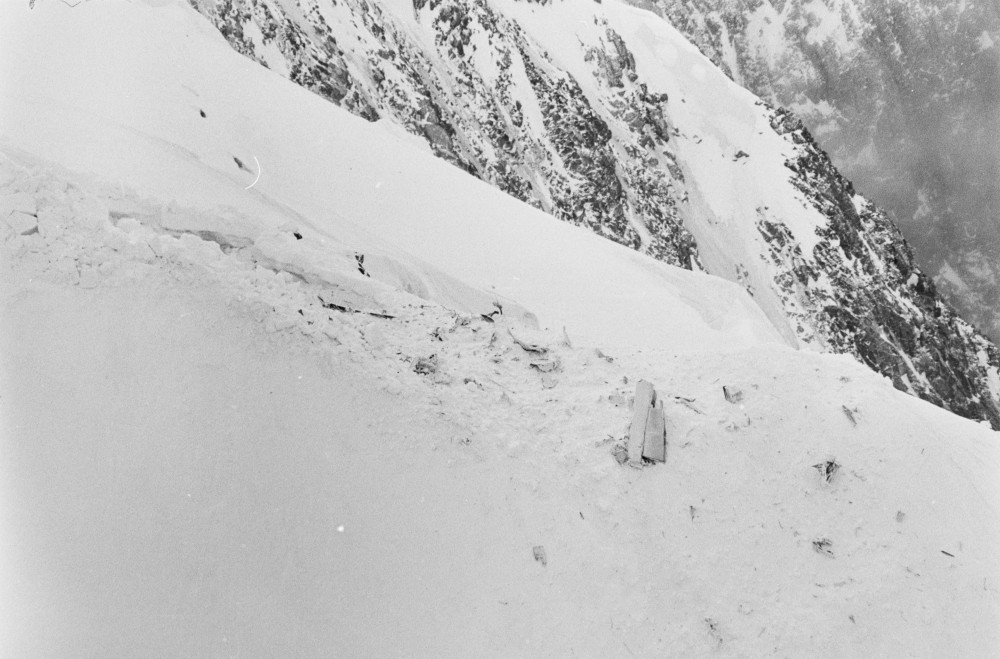
سقوط پرواز 101 هند در مونت بلان

هومی جهانگیر بهابها در سانحهٔ سقوط پرواز ۱۰۱ هند در نزدیکی مون بلان در ۲۴ ژانویه ۱۹۶۶ درگذشت. سوءتفاهم بین فرودگاه ژنو و خلبان در مورد موقعیت مکانی هواپیما در نزدیکی کوه دلیل رسمی این سقوط است.

### نظریه ترور
نظریات بسیاری در مورد چرایی مرگ بهابها وجود دارد، از جمله ادعای دخالت آژانس اطلاعات مرکزی آمریکا (سیا) به منظور فلج کردن برنامه هسته‌ای هند. در سال ۲۰۱۲ یک کیف دیپلماتیک هندی حاوی تقویم و یک نامهٔ شخصی در نزدیکی محل سقوط کشف شد، یک کیف دیپلماتیک "نوع C" که اسناد مهمی داخلش نبود.
گرگوری داگلاس، روزنامه‌نگار که به مدت چهار سال مصاحبه‌های خود با مدیر سابق سیا، روبرت کرولی را ضبط کرد، بعداً یافته‌های خود را در کتابی با عنوان مکالمات با کلاغ منتشر کرد. کرولی می‌نویسد که سیا مسئول ترور هومی جهانگیر بهابها بوده‌است. به عقیدهٔ کرولی بمبی که در بخش بار هواپیما بوده، هنگام پرواز منفجر شده و باعث سقوط هواپیمای بوئینگ ۷۰۷ شده‌است. کرولی ادعا کرد که ایالات متحده از پیشرفت هسته‌ای هند و شکست متحد آن‌ها (پاکستان) در جنگ ۱۹۶۵ نگران بوده‌است.